# Газорозподільна мережа
Газорозподі́льна мере́жа (англ. gas distributing network) — система трубопроводів для транспортування і розподілу газу по об'єктах. Газорозподільні мережі — складова частина газорозподільних систем.
Газ в газорозподільні мережі високого тиску надходить з магістрального газопроводу через газорозподільну станцію, в газорозподільні мережі середнього і низького тиску — через газорозподільні пункти.
За призначенням розрізняють такі газопроводи газорозподільних мереж:
- магістральні міські і міжселищні — проходять до головних газорозподільних пунктів; розподільні (вуличні, внутрішньоквартальні, міжцехові та ін.) — від газорозподільних пунктів до вводів; вводи — від розподільного газопроводу до вимикаючого пристрою на вході до будівлі;
- ввідні газопроводи — від вимикаючого пристрою;
- внутрішні газопроводи — від ввідного газопроводу до місця включення газового приладу.

Газопроводи газорозподільної мережі бувають
- низького (до 0,005 МПа),
- середнього (від 0,005 до 0,3 МПа),
- високого (від 0,3 до 0,6 і від 0,6 до 1,2 МПа) тисків.

Характер джерел живлення і конфігурація газорозподільної мережі визначаються об'ємами газопостачання, структурою, щільністю забудови та ін. Траси газорозподільної мережі проектують із врахуванням забезпечення мінімальної довжини трубопроводів. Газорозподільної мережі виконують тупиковими і кільцевими з дублюванням окремих елементів (для підвищення надійності газопостачання). Кільцевим газопроводам надають видовженої форми, витягненої в напрямку основного руху газу, що подається.
Гідравлічні режими роботи газорозподільних мереж приймаються з умов забезпечення стійкої роботи газорегуляторних пунктів і устаткування, а також пальників комунальних і промислових споживачів при максимально допустимих перепадах тиску газу.